# Кубок Испании по футболу 1962/1963
Кубок Испании по футболу 1962/1963 — 59-й розыгрыш Кубка Испании по футболу выиграла Барселона. Этот кубок стал пятнадцатым в истории команды.
Соревнование прошло в период с 25 ноября 1962 по 26 июня 1963 года.

## Результаты матчей

### 1/4 финала
| Команда 1       | Итог | Команда 2   | 1-й матч | 2-й матч |
| --------------- | ---- | ----------- | -------- | -------- |
| Реал Бетис      | 3:3  | Реал Мадрид | 1:0      | 2:3      |
| Валенсия        | 5:1  | Малага      | 5:1      | 0:0      |
| Атлетико Мадрид | 1:2  | Сарагоса    | 1:0      | 0:2      |
| Реал Вальядолид | 3:5  | Барселона   | 2:1      | 1:4      |

- Дополнительный матч

| Команда 1  | Счёт | Команда 2   |
| ---------- | ---- | ----------- |
| Реал Бетис | 0–2  | Реал Мадрид |

### 1/2 финала
| Команда 1 | Итог | Команда 2   | 1-й матч | 2-й матч |
| --------- | ---- | ----------- | -------- | -------- |
| Валенсия  | 3:3  | Барселона   | 2:2      | 1:1      |
| Сарагоса  | 4:3  | Реал Мадрид | 4:0      | 0:3      |

- Дополнительный матч

| Команда 1 | Счёт | Команда 2 |
| --------- | ---- | --------- |
| Валенсия  | 0–1  | Барселона |

### Финал
| 26 июня, 1963                      | \| Барселона \| 3:1 \| Сарагоса \| \| Переда 9′ · Кочиш 18′ · Залдуа 59′ \| Голы \| Вилья 61′ \| | Камп Ноу, Барселона Зрителей: 90 000 |
| Барселона                          | 3:1                                                                                              | Сарагоса                             |
| Переда 9′ · Кочиш 18′ · Залдуа 59′ | Голы                                                                                             | Вилья 61′                            |